# موسيقى لعبة فيديو

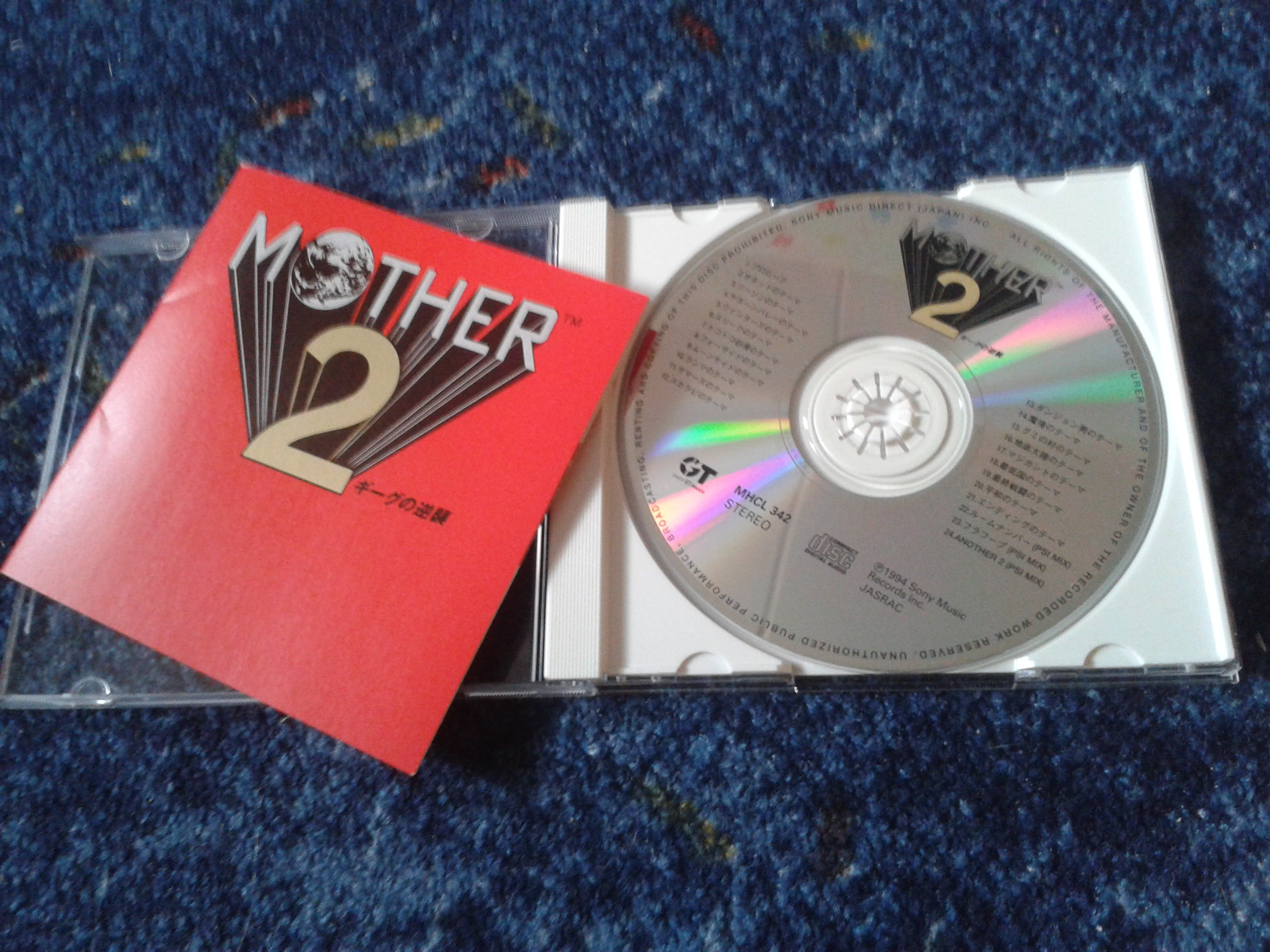

موسيقى لعبة فيديو هي أي مقاطع موسيقية أو موسيقى تصويرية وموسيقى خلفية موجودة في اللعبة. في الوقت الحالي تمتلك الألعاب موسيقى تصويرية مشابهة لتلك الموجودة في الأفلام وأحياناً هذه الموسيقى تكون موسيقى تفاعلية بحيث تتغير لتعطي الأجواء المناسبة اعتماداً على مايقوم اللاعب بفعله. ومن الشائع أن يتم بيع موسيقى الألعاب تجارياً أو يتم تاديتها في المؤتمرات التي تركز على موسيقى ألعاب الفيديو. الموسيقى من الممكن أن تكون عنصر مهم في اللعب في أنواع معينة من الألعاب.

## وصلات خارجية
- قاعدة بيانات عن موسيقى الألعاب والأنمي